# Tomasz Bugajski
Tomasz Bugajski (ur. 16 czerwca 1941 w Nietulisku Fabrycznym) – polski samorządowiec, menedżer i przedsiębiorca, w latach 2006–2010 starosta pilski, w latach 2010–2014 członek zarządu województwa wielkopolskiego.

## Życiorys
Ukończył studia z pedagogiki pracy w Wyższej Szkole Pedagogicznej w Bydgoszczy. Kształcił się podyplomowo w zakresie prawa samorządowego w Wyższej Szkole Bankowej w Poznaniu, a w 2001 zdał egzamin dla członków rad nadzorczych spółek Skarbu Państwa. Odbył obowiązkową służbę wojskową w 49 Pułku Zmechanizowanym w Wałczu, dochodząc do stopnia kaprala.
Od lat 60. zatrudniony kolejno w Przedsiębiorstwie Renowacji Zabytków w Krakowie, Bydgoskich Zakładach Przemysłu Tłuszczowego oraz Przedsiębiorstwie Elektryfikacji i Technicznej Obsługi Rolnictwa. W latach 80. pracował jako wicedyrektor Państwowego Ośrodka Maszynowego w Wyrzysku i specjalista ds. inwestycji w stadninie koni w Dobrzyniewie. Zajmował się też prowadzeniem własnej działalności gospodarczej oraz zasiadał w radach nadzorczych różnych instytucji, m.in. banków spółdzielczych.
Zaangażował się w działalność polityczną w ramach Platformy Obywatelskiej. Należał do jej zarządu wojewódzkiego i rady krajowej, a do 2016 kierował powiatowymi strukturami partii w Pile. W kadencji 1998–2002 zasiadał w radzie powiatu pilskiego i jego zarządzie. W 2006 wybrany ponownie, objął następnie stanowisko starosty (2006–2010). W 2010 uzyskał mandat radnego sejmiku wielkopolskiego. 1 grudnia 2010 został członkiem zarządu województwa, zakończył pełnienie funkcji 16 listopada 2014. W 2014 uzyskał mandat w radzie powiatu pilskiego, w 2018 nie kandydował ponownie.
Odznaczony m.in. Krzyżem Kawalerskim Orderu Odrodzenia Polski za działalność samorządową (2012).